# تيد ليتش
تيد ليتش (بالإنجليزية: Ted Leach)‏ هو لاعب كرة قدم أسترالية أسترالي، ولد في 24 أبريل 1883، وتوفي في 19 فبراير 1965.

## وصلات خارجية
- تيد ليتش على موقع AustralianFootball.com (الإنجليزية)
- تيد ليتش على موقع AFLtables.com (الإنجليزية)